# Azzo I da Correggio

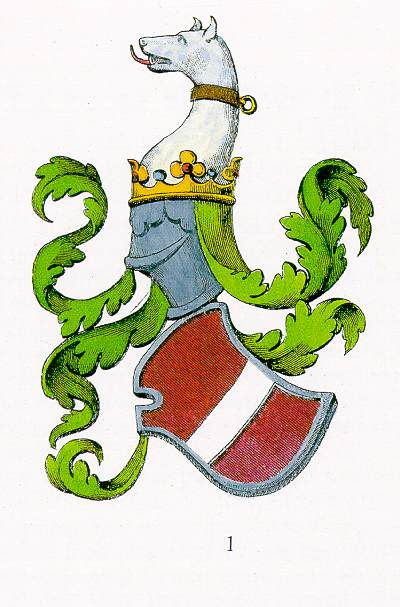
Antico stemma Da Correggio

Azzo I da Correggio (... – Casalpò, 1400) è stato un politico e condottiero italiano, conte di Casalpò dal 1341 e signore di Brescello, Correggio, Gualtieri, Montechiarugolo, Guastalla, Berceto, Guardasone.

## Biografia
Figlio di Guido IV da Correggio e di Guidaccia della Palù, fu al servizio dei Visconti signori di Milano, ottenendo la signoria di Casalpò sino a quando si inimicò Luchino Visconti per il possesso di Guastalla (1346). Nel 1354 fece ribellare contro di essi Guardasone, quando Azzo era al comando delle truppe guelfe di Giovanni da Oleggio, signore di Bologna contro Milano. Schieratosi nel 1357 contro gli Estensi, venne da questi imprigionato e liberato solo nel 1372, quando il figlio Guido prese possesso di Correggio. Nel 1397 Gian Galeazzo Visconti gli tolse la signoria di Casalpò e l'anno seguente ne distrusse il castello.
Morì nel 1400 a Casalpò.

## Discendenza
Guido sposò Luigia Gonzaga, figlia di Luigi I Gonzaga, signore di Mantova ed ebbero un figlio, Guido.

## Ascendenza
|                          |              |                     | Genitori            |  |  | Nonni |  |  | Bisnonni              |  |  | Trisnonni               |  |
|                          |              |                     |                     |  |  |       |  |  | Guido II da Correggio |  |  | Gherardo V da Correggio |  |
|                          |              |                     |                     |  |  |       |  |  | Guido II da Correggio |  |  | Gherardo V da Correggio |  |
|                          |              | Adelasia Rossi      |                     |  |  |       |  |  | Guido II da Correggio |  |  |                         |  |
| Giberto III da Correggio |              |                     |                     |  |  |       |  |  | Guido II da Correggio |  |  |                         |  |
|                          |              | Mabilia della Gente | Giberto della Gente |  |  |       |  |  |                       |  |  |                         |  |
|                          |              | Mabilia della Gente | Giberto della Gente |  |  |       |  |  |                       |  |  |                         |  |
|                          |              | Mabilia della Gente | …                   |  |  |       |  |  |                       |  |  |                         |  |
| Guido IV da Correggio    |              | Mabilia della Gente |                     |  |  |       |  |  |                       |  |  |                         |  |
|                          |              | …                   | …                   |  |  |       |  |  |                       |  |  |                         |  |
|                          |              | …                   | …                   |  |  |       |  |  |                       |  |  |                         |  |
|                          |              | …                   | …                   |  |  |       |  |  |                       |  |  |                         |  |
| …                        |              | …                   |                     |  |  |       |  |  |                       |  |  |                         |  |
|                          |              | …                   | …                   |  |  |       |  |  |                       |  |  |                         |  |
|                          |              | …                   | …                   |  |  |       |  |  |                       |  |  |                         |  |
|                          |              | …                   | …                   |  |  |       |  |  |                       |  |  |                         |  |
| Azzo I da Correggio      |              | …                   |                     |  |  |       |  |  |                       |  |  |                         |  |
|                          | Federigo Pio | …                   |                     |  |  |       |  |  |                       |  |  |                         |  |
|                          | Federigo Pio | …                   |                     |  |  |       |  |  |                       |  |  |                         |  |
|                          | Federigo Pio | …                   |                     |  |  |       |  |  |                       |  |  |                         |  |
| Manfredo I Pio           | Federigo Pio |                     |                     |  |  |       |  |  |                       |  |  |                         |  |
|                          |              | Agnese da Gorzano   | …                   |  |  |       |  |  |                       |  |  |                         |  |
|                          |              | Agnese da Gorzano   | …                   |  |  |       |  |  |                       |  |  |                         |  |
|                          |              | Agnese da Gorzano   | …                   |  |  |       |  |  |                       |  |  |                         |  |
| Guidaccia della Palù     |              | Agnese da Gorzano   |                     |  |  |       |  |  |                       |  |  |                         |  |
|                          |              | …                   | …                   |  |  |       |  |  |                       |  |  |                         |  |
|                          |              | …                   | …                   |  |  |       |  |  |                       |  |  |                         |  |
|                          |              | …                   | …                   |  |  |       |  |  |                       |  |  |                         |  |
| Fiandrina de' Bocchi     |              | …                   |                     |  |  |       |  |  |                       |  |  |                         |  |
|                          |              | …                   | …                   |  |  |       |  |  |                       |  |  |                         |  |
|                          |              | …                   | …                   |  |  |       |  |  |                       |  |  |                         |  |
|                          |              | …                   | …                   |  |  |       |  |  |                       |  |  |                         |  |
|                          |              | …                   |                     |  |  |       |  |  |                       |  |  |                         |  |